# اکیز تپه بزرگ
اکیز تپه بزرگ مربوط به عصر آهن است و در شهرستان مشگین‌شهر، بخش مشکین شرقی، دهستان نقدی، روستای نقدی علیا واقع شده و این اثر در تاریخ ۲۷ اسفند ۱۳۸۶ با شمارهٔ ثبت ۲۲۶۰۷ به‌عنوان یکی از آثار ملی ایران به ثبت رسیده است.